# Laurent Montagne
Pour les articles homonymes, voir Montagne (homonymie).
Laurent Montagne est un auteur-compositeur-interprète français. Originaire de la Drôme, il est installé dans la région de Montpellier depuis les années 1990.

## Biographie[1]
Chanteur du groupe Les Acrobates, repéré par Le Chantier des Francofolies, coup de cœur de l’Académie Charles Cros, Laurent Montagne. trace sa route à grand renfort de textes pleins de poésie et d'intensité, tantôt revendicatifs, tantôt contemplatifs. Il y a chez lui ce sens de la formule, cette droiture, cete voix atypique qui en font un artiste à part.
En parallèle, il réalise de nombreux ateliers de créations de chansons dans les écoles qui ont donné naissance à des spectacles et des albums jeune public «Rue Chocolat», "Accro aux écrans" réalisés avec son comparse Pierre-Yves Serre et réunissant plusieurs centaines d'enfants et de nombreux artistes.
" C’est le Laurent nouveau qu’on découvre, et le moins qu’on puisse dire, c’est qu’il décoiffe et sort des sentiers battus de la chanson formatée prête à consommer. Le temps lui appartient, et l’espace devant lui, avec des formules qui sont de purs diamants. " Alain Fantapié - Président de l’Académie Charles Cros

### Les Acrobates (1998 - 2005)
En 1998, Laurent crée avec son acolyte Cyril Douay le groupe Les Acrobates. Ils enregistrent 3 albums. La Rumeur (1998) et Bicephale (2001 - enregistré par Guillaume Jouan, guitariste de Miossec)  sortent chez PIAS. «La Belle Histoire» sort en 2003 chez Sterne/Sony et reçoit le Coup de Cœur de l'Académie Charles-Cros en même temps qu'un joli succès critique. Sur scène, ils ont notamment joué aux Francofolies de La Rochelle, Printemps de Bourges, 1re partie de M, Higelin, H.F Thiefaine, Juliette…

### En solo (2006 - 2011)
À la fin du groupe, Laurent repart en solo sur les routes et se lance alors dans le pari fou de sortir un mini-CD par saison regroupé sous le nom de "Rue des Contes Provençaux". Il est repéré par l'équipe des Francofolies qui lui propose de participer à l'aventure des Enfants de la Zique. Il s'agit d'amener la chanson vers le jeune public. "Rue des Contes Provençaux" devient également un spectacle conçu avec le metteur en scène Benjamin Georjon et le graphiste et vidéaste Vincent Farges. Il est produit en partenariat avec Les Jeunesses Musicales de France, et est joué pour la première fois aux Francofolies de La Rochelle en 2007. Il enchaine plus de 80 dates avec les JMF.
En 2009, Laurent sort son 1er album solo Mes Pas distribué par l'Autre Distribution. Il continue sa tournée, Festival Alors Chante, Festival Pause Guitare, Printival Boby Lapointe, Café de la Danse… et fait les 1ères parties de Gaetan Roussel, Emily Loizeau, Mathieu Booggaerts, Alexis HK… Il est également sélectionné dans le cadre des Chroniques Lycéennes de l’Académie Charles Cros.

### En groupe (2012 - 2020) - Chanson Rock
En 2012, Laurent Montagne poursuit sa route en format A4. Il est accompagné par Pierre-Yves Serre (Guitares), Christophe Revol (Basse) et Olivier Génin (Batterie). Un nouvel album « A quoi jouons nous ? », mixé au studio Recall (Noir Désir : Des visages des figures) sort en mai 2013 chez L’Autre Distribution. Une reprise de Dominique A, Le Courage des Oiseaux ainsi qu'une reprise de Maurice Fanon, L'Echarpe y figurent. L'album reçoit le coup de cœur de l'Académie Charles Cros des mains de son président Alain Fantapié à la Maison de la Radio.
En 2015, de nouveaux musiciens issus de formations emblématiques de la scène montpelliéraine (The Chase, Poussin) rejoignent l'équipe, Cyril Douay (son ex-acolyte des Acrobates) à la basse et Laurent Guillot à la batterie. Ils enregistrent en 2016 un EP de 4 titres "Un Lieu" au Studio Mirador sous la houlette de David Darmon.

En 2019, Laurent Montagne sort son 7ème album "Souviens-Moi" (Quasi Indestructible / Inouie Distribution) où il nous ramène vers ses sujets de prédilection, cette poésie, tantôt revendicative, tantôt contemplative où l’âme se raconte à fleur de peau et les sentiments se déclinent en mode espoir. Un album entre envolées post rock et douceurs folk. La qualité des textes en français est saluée par la critique.
"Quelque part entre Dominique A et Thiéfaine, " TELERAMA SORTIR
" La force de textes francophones inspirés. "  ROCK & FOLK
" Sa plume exerce son pouvoir d'attraction. On adhère" FRANCOFANS
« Laurent Montagne met les mots à l’honneur » HEXAGONE
" Laurent est un poète des temps modernes."  NOUVELLE VAGUE
« Un bijou musical hors catégorie » HANDISPENSABLE MAG
"Des mots qui caressent le cœur en poésie... Un saltimbanque de la prose" MIDI LIBRE

« Souviens-moi est un album d’une intensité poétique rare » SONGAZINE

### En vélo et en solo (depuis 2020) - Le Montagne Bike Tour
En 2020, Laurent se lance dans une tournée à vélo chez l'habitant, le Montagne Bike Tour, qui doit initialement le mener de Montpellier jusqu'à Genève en longeant une partie de la ViaRhôna.
Finalement, il ira jusqu'à Lausanne et reviendra même jusque dans la Drôme après avoir  parcouru 2 000 kilomètres en 2 mois et demi, joué 32 concerts chez l'habitant et tiré une remorque et un chargement de près de 100 kg à la seule force de ses mollets. Ce périple interrompu une première fois en octobre 2020 à cause du second confinement s'achèvera à l'été 2021.
En 2022, pour fêter les deux ans de son départ, Laurent organise une tournée dans différents lieux de son quartier à la Croix d'Argent à Montpellier. Pendant une semaine, il est accompagné à vélo, roller, trottinette, monocycle... par des collégiens qui viennent ensuite partager la scène avec lui.
Un spectacle sur cette folle aventure du Montagne Bike Tour est en préparation.

## En parallèle - le côté Jeune Public
À la suite de son premier spectacle jeune public, « Rue des Contes Provençaux » co-produit par Les Francofolies de La Rochelle et Les Jeunesses Musicales de France et sur le conseil d'un conseiller pédagogique en musique de la Drôme Pascal Jodar, Laurent Montagne organise à partir de 2012 des résidences de créations de chansons dans les écoles à travers la France,,.
De Montpellier à Séné dans le Morbihan, du Causse de la Selle dans l'Hérault à Lentigny dans la Loire, de Nîmes à Vernoux en Vivarais dans l’ Ardèche, de Millau à Ponsas dans la Drôme… Ces projets ont pour but de faire partager aux enfants toute la vie d'une chanson, de sa création  à sa représentation sur scène en passant par l'enregistrement sur un disque. Il est la plupart du temps accompagné par le musicien Pierre-Yves Serre.
Pour ces résidences, Laurent est soutenu par de très nombreux partenaires : La Sacem, le réseau Canopée, la Smac Paloma, Victoire 2, Le Train Théâtre, le Sonambule, les Médiathèques du Roannais, le Théâtre de la Maison du Peuple...
À partir de ces chansons composés avec les enfants, Laurent a réalisé 2 albums et 2 spectacles jeune public, "Rue Chocolat" et "Accro aux écrans" réunissant des centaines d'enfants et de nombreux artistes parmi lesquels Les Ogres de Barback, Didier Wampas, Didier Super, Roland Ramade, Imbert-Imbert...

### Rue chocolat- 2017
10 classes, 5 écoles, plus de 250 enfants, une trentaine d’artistes de Montpellier et de sa région, La Rue Chocolat c’est une aventure un peu folle comme le sont parfois les rêves d’enfants.
En décembre 2017, Laurent Montagne sort son 1er album jeune public "Rue Chocolat" ayant la particularité de n'être composé que de chansons créées par les enfants dans 5 écoles de la Drôme et de l'Hérault (Albon, Anneyron, Ponsas, Gignac et Crozes Hermitage). Sur cet album, une trentaine d'artistes sont venus interpréter les chansons créées par 200 enfants. On retrouve notamment Didier Super, Imbert-Imbert, Iaross, Skeleton Band, Zoreol, Scotch&Sofa, Trio Zephyr...
La même année, il crée un spectacle jeune public du même nom. Un spectacle solo où il est accompagné des animations vidéos poétiques de Vincent Farges et mis en scène avec la complicité Roland Bourbon (qui a également travaillé sur le spectacle Icibalao).
ILS ONT DIT: 
"Bref, de l'émotion pure à partager. Un spectacle musical drôle et enrichissant" Midi Libre
"Le public a découvert un spectacle ludique, pédagogique et poétique qui a remporté un vif succès aussi bien auprès des enfants que des enseignants" Th J Savary - Villeneuve les Maguelone
Est-il encore nécessaire de présenter Laurent Montagne. ! Ne serait-il pas le stéthoscope du cœur de nos enfants ? Bravo Monsieur ! Théâtre de Poche à Sète
Rue Chocolat a été un ÉNORME succès ! Un spectacle drôle, tendre, rock aussi et surtout avec des textes qui touchent les enfants, sans les abêtir, et dans lesquels ils se reconnaissent. Résurgences - Saison des Arts Vivant - Lodève

### Accro aux écrans- 2024
Après Rue Chocolat, Laurent Montagne se lance dans une nouvelle aventure "Accro aux écrans", toujours autour des chansons créées avec les enfants lors de ces résidence dans les écoles avec le musicien Pierre-Yves Serre. Un nouvel album composé de 16 chansons sort le 03 mai 2024 distribué par Inouie Distribution. Il réunit plusieurs centaines d'enfants et une trentaine d'artiste parmi lesquels Les Ogres de Barback, Didier Wampas, Roland Ramade du groupe Reg'lyss... Les arrangements fanfare sont signés Ernest de Jouy et la pochette est conçue par Vincent Farges.
Le spectacle lié à l'album est coproduit par les Scènes Croisées de Lozère, le Sonambule, Victoire 2 et le Théâtre la Vista. C'est un seul en scène autour de la problématique des écrans illustré par les chansons créées par les enfants. Sur ce spectacle, Laurent travaille notamment avec Wally pour la mise en scène.

### L'aventure "Et Pourquoi pas" - depuis 2016
Le collectif "Et Pourquoi pas" est né autour du projet Cirque et Musique créé par Bruno Armengol et Nicolas Baumann, professeurs au Collège Croix d'Argent à Montpellier. Cette aventure a pour but d'accompagner une cinquantaine de collègiens dans la création d'un spectacle joué dans des conditions professionnelles devant près de 1600 personnes. Le collectif regroupe des artistes, des techniciens du quartier Croix d'Argent, des professeurs, des parents d'élèves du collège. Cette aventure hors-norme a notamment découlé sur la création d'une option cirque et musique au Collège Croix d'Argent.

### Mini-concerts aux services pédiatriques du CHU de Montpellier  (depuis 2019)
Depuis plusieurs années, Laurent Montagne se balade avec sa guitare de chambre en chambre dans tous les services pédiatriques du CHU de Montpellier où il réalise des mini-concerts pour les enfants hospitalisés quel que soit leur âge. Du service de Réa-NéoNat au service Oncologie en passant par la Neurologie, cette aventure forte en sens et en émotion est notamment soutenue par l'association Petits Princes.

## Discographie
AVEC LES ACROBATES 